# Vicopisano
Vicopisano település Olaszországban, Toszkána régióban, Pisa megyében. Lakosainak száma 8563 fő (2023. január 1.). Vicopisano Buti, Calcinaia, Cascina, Bientina, San Giuliano Terme és Calci községekkel határos.

## Népesség
A település lakossága az elmúlt években az alábbi módon változott:
| Lakosok száma | 8559 | 8642 | 8563 |
|               | 2015 | 2018 | 2023 |